# ام جرس
ام جرس (به عربی: أم جرس) شهری در شمال چاد است و مرکز منطقه اندی شرقی است. ام جرس ۲۰٬۸۵۰ نفر جمعیت دارد و ۸۹۶ متر بالاتر از سطح دریا واقع شده است. ام جرس بزرگ‌ترین شهر منطقه و چهارمین شهر بزرگ در چاد است.

## یادداشت
1. ↑  در ۱۰ اوت ۲۰۱۸، یک فرمان جدید کشور را به ۲۳ منطقه، ۱۰۷ بخش و ۳۷۷ کمون تقسیم کرد. نام مناطق پیشین ثابت ماند اما اکنون منطقه provinces نامیده می‌شدند.